# Immeuble au 28, rue Kervégan de Nantes
L'immeuble, bâti au XVIIIe siècle, est situé au no 28 de la rue Kervégan à Nantes, en France. L'immeuble a été inscrit au titre des monuments historiques en 1984.

## Historique
Le bâtiment est inscrit au titre des monuments historiques par arrêté du 19 décembre 1984.